# Movila Banului
Movila Banului est une commune du județ de Buzău en Roumanie.